# Confuciusornithidae
De Confuciusornithidae zijn een groep vogels.
Een familie Confuciusornithidae werd voor het eerst in 1995 benoemd door Hou Lianhai om Confuciusornis een plaats te geven.
De eerste definitie als klade was door Chiappe in 1999 als nodusklade: de groep bestaande uit de laatste gemeenschappelijke voorouder van Confuciusornis sanctus en Changchengornis hengdaoziensis, en al zijn afstammelingen. In 2005 gaf Paul Sereno, overwegende dat een klade volgens de eerdere definitie vermoedelijk weinig soorten zou omvatten, gegeven het feit dat Confuciusornis en Changchengornis nauwe verwanten zijn uit dezelfde formatie, een definitie als stamklade: de groep bestaande uit Confuciusornis sanctus en alle soorten nauwer verwant aan Confuciusornis dan aan de huismus Passer domesticus. Passer is in dit geval de vertegenwoordiger van de vermoedelijke zustergroep, de Ornithothoraces. Verder zijn aan de groep Jinzhouornis en Eoconfuciusornis toegewezen; Jinzhouornis is echter vermoedelijk een jonger synoniem van Confuciusornis.
De groep bestaat voor zover bekend uit vormen uit het Barremien, ruim 125 miljoen jaar geleden. Een mogelijke vijfde soort is "Proornis".
Orthornithes uit 2001 van Ji Qiang en Ji Sihuan is een jonger synoniem.